# Nancy Price
Nancy Price, född 3 februari 1880 i Kinver, Staffordshire, England, död 31 mars 1970 i Worthing, West Sussex, var en engelsk skådespelare, författare och teaterdirektör. Nancy Price ägnade sig mest åt arbete inom teatrarna vid West End i London från sekelskiftet 1900 fram till 1950. Men hon spelade också med i runt 25 filmer och en handfull TV-produktioner.
Hon tilldelades 1950 brittiska imperieorden av kommendörs grad för sina insatser inom scenkonsten.

## Filmografi, urval
- 1940 – Stjärnorna blicka ned
- 1945 – Det hände i Skottland
- 1945 – En yankee kom till England
- 1952 – I morgon börjar livet